# 喬一琦
乔一琦（1571年—1619年4月18日），字伯圭（或伯珪），松江府上海县西乡（今上海长宁区）人。明朝將領、書法家。祖居法华镇高封桥。

## 生平

### 早年
自幼學習書法，專攻懷素、二王筆法，曾修王羲之書《金剛經》、草書《千字文》石刻。董其昌稱之為“生龍活虎”。16岁時补博士弟子员。

### 從戎
明万历三十一年（1603年）癸卯，中武举，任把总，奉命於孟河练兵。后升任為辽东广宁卫守备，後移驻山海关东之滴水崖，曾書大字「镇星之精」于石上。万历四十六年五月（1617年），升任辽东镇江游击，以防境外后金入侵。

### 殉國
是年，後金入侵抚顺，明神宗萬曆四十七年二月（1619年），詔以经略杨镐、總兵杜松、劉綎、馬林、李如柏等率兵四路出师，以劉綎为南路右翼，劉綎以乔一琦为统领500人為先鋒，兼监督由朝鮮將領姜弘立、金景瑞统帅的朝鲜军进击。乔军进入宽甸口，与后金军激战。接着，与海蓋兵備副使康应乾及朝鲜军匯合于富車郊外，准备深入敌后。此时，劉綎所率南路主力全军覆没。乔军等陷入包围，欲退往固拉库崖。不料，朝鲜军主帅姜弘立、金景瑞戰敗被俘。乔腹背受敌，便面向京师跪拜后，投崖殉國，时年49岁。从死士者42人，薩爾滸之戰結束。

### 身後
天啟年間，兵科杨涟奏明熹宗關於乔一琦殉难之事，帝嘉奖其义，赠为左府都督同知，袭陛四级，子本卫世袭百户。赐钱建祠于法华镇西三里处乔家宅，名乔一琦祠堂，每年派官致祭。清乾隆四十一年 (1776年)，諡忠烈，加太傅，入祀忠义祠。乾隆帝南巡至苏州见到乔一琦后裔乔光烈时称赞曰：「汝家真文武世家也！」
現存有18首詩的草書帖和金剛經石刻收藏於上海博物館。

## 家族
高祖喬嶽；曾祖喬䆅，州判官；祖父喬訓，縣丞；父喬懋敬，廣西右布政使；伯父喬維翰、喬如京，俱監生；叔父喬如陵、喬如阜、喬懋功、喬元囗（舉人）、喬懋績。